# Batavija (regija)
Batavija (nizozemsko Betuwe, nizozemsko: [ˈbeːtyʋə] ()) je zgodovinska in geografska regija na Nizozemskem, ki je tvorila velike rodovitne otoke v delti rek, ki jo tvorita reki Ren (nizozemsko Rijn ) in Meuse (nizozemsko Maas). V času Rimskega cesarstva je bila pomembna obmejna regija in vir cesarskih vojakov. Njeno ime je verjetno predrimsko.
Upravno je sodobna različica Batavije (Betuwe) del sodobne province Gelderland. Čeprav sta se reki in provinca skozi zgodovino spreminjali, je območje ostalo približno enako. Danes ima reko Waal na jugu ter Lek in Nederrijn na severu (vse reke, ki se začnejo v sami delti in so kraki Rena ali Meuse). Zgodovinsko gledano je nekdanja občina Rijnwaarden pripadala Bataviji, zdaj pa je v Zevenaarju, ker jo je od Batavije odrezala izgradnja prekopa Pannerdens.
Skozi Batavijo poteka glavna tovorna železnica, Betuweroute. Odprli so jo leta 2007 po dolgih letih polemik.
Regija Batavija: je razdeljena na 9 občin: Lingewaard, Arnhem (južni del), Nijmegen (severni del), Gornjo Batavijo (Overbetuwe), Spodnjo Batavijo (Neder-Betuwe), Buren, Tiel, Culemborg in Zahodno Batavijo (West Betuwe).

## Predrimsko obdobje
Batavski otok na Renu je omenil Julij Cezar v svojem komentarju Commentarii de Bello Gallico. Najbolj vzhodna točka otoka je bila na razcepu Rena v dva kraka, v enega imenovanega Waal in drugega imenovanega Spodnji Ren / Stari Ren (od tod latinsko ime Insula Batavorum, Batavski otok). Veliko pozneje je Tacit zapisal, da je tam živelo ljudstvo, ki je bilo prvotnega izvora pleme Hatov. Tega plemena v Nemčiji Cezar ni nikoli omenil, in ki naj bi bili zaradi notranjih nesoglasij prisiljeni se preseliti v svoj novi dom.
Sodobni arheologi se ne strinjajo s Tacitom in ugotavljajo, da je bilo na tem otoku v predrimskem času predgermansko prebivalstvo, očitno že imenovano Batavijci. Cezar res ni namigoval le na obstoj predrimskih Batavijcev, ampak je tudi omenil, da so imeli belgijski Menapijci na flamski obali naselja, ki so segala vse do začetka delte, blizu sodobne meje z Nemčijo.

## Rimsko obdobje
V času Rimskega cesarstva je obstajalo ljudstvo (civitas) Batavijcev, germanskega plemena. Živeli so ga kot velikem otoku med rekami v delti Rena-Meuse-Šelda, sodobnem ekvivalentu Batavije (Betuwe). Batavijci so si otok delili s Kanefati, na njihovem zahodu blizu obale. Njihovo rimsko mesto je bil Nijmegen.
Ime je omenil tudi Plinij starejši in je igralo vlogo v Tacitovem opisu germanskega upora iz leta 68. Zapisal je, da je »Batavija na samem Renu, dolga skoraj 160 kilometrov, najbolj znan otok Batavijcev in Kanefatov«.
Njegovo kasnejšo rimsko zgodovino izpričuje Amijan Marcelin, ki omenja frankovske Salijce kot tam živeče ljudstvo. Zosim je edini klasični avtor, ki trdi, da so Batavijci prvič prečkali Ren med rimskimi prevrati in kasnejšim germanskim prodorom leta 260 našega štetja. Oba avtorja se strinjata, da sta da so bili iz Batavije potisnjena na jug, v Toksandrijo.

## Srednji vek
V karolinškem in otonskem obdobju v zgodnjem srednjem veku je bila Batavija, ki so jo Franki imenovali Batua, primer frankovskega gaua, ki je temeljil na veliko starejših rimskih pagih. Za več grofov je zabeleženih, da so imeli tam svoje grofije, in omenjena je v pogodbah, kot je Meerssenska pogodba, ki je Evropo razdelila med različna frankovska kraljestva.
Kasneje je bila v glavnem vključena v novejšo grofijo Gelders, ki se je uveljavila na jugovzhodu.

## Renesansa
V renesansi so Nizozemci želeli na novo odkriti svojo predsrednjeveško batavijsko kulturo in zgodovino. Ta skupna zgodovina je Batavijo povzdignila v status kulturnih prednikov vseh Nizozemcev. Občasno so sebe ali svoje posesti imenovali Batavija ali Batavijci, kar je povzročilo celo kratkotrajno Batavsko republiko. Ime Batavija so prenesli tudi v kolonije, kot je Nizozemska Vzhodna Indija, kjer so sodobno mesto Jayakarta preimenovali v Batavija od leta 1619 do približno leta 1942, ko so njegovo ime spremenili v Džakarta (okrajšava za prejšnje ime Jayakarta, kasneje preimenovano Džakarta). Ime je bilo uporabljeno tudi v Surinamu, kjer so ustanovili Batavijo, Surinam in v Združenih državah, kjer je Holandsko deželno podjetje ustanovilo mesto in mestece Batavija v New Yorku. To ime se je razširilo zahodno v Združenih državah v kraje, kot sta Batavia, Illinois, blizu Chicaga in Batavia, Ohio.

## 20. stoletje
Po neuspešni zavezniški operaciji Market Garden so Nemci poskušali ponovno prevzeti zavezniške položaje med bitko pri Nijmegenu, vendar so bili neuspešni. Ko je bil med letoma 1701 in 1709 izkopan prekop Pannerdens, je bil najbolj vzhodni del Batavije (vključno mesti Pannerden in Lobith) odrezan od preostale regije.

## Galerija fotografij
- Vodni promet na Spodnjem Renu pri Huissenu (trajekt in motorni čoln)
- Nieuw Leven, mlin v vasi Valburg (Gornja Batavija)
- Protestantska cerkev v Gendtu na nasipu reke Waal (Lingewaard)
- Tacitov most čez reko Waal: med Herveldom in Ewijkom
- Dolga avanturistična pot blizu Culemborga
- Novogradnja soseska na Lentse Plas v Lentu (občina Nijmegen)
- Betuweroute blizu vasi Dodewaard (občina Spodnja Batavija)
- Elstar, znana batavijska sorta jabolk iz kraja Elst (Gornja Batavija)
- Reka Linge v bližini vasi Geldermalsen v zimskem času
- Reka Linge med Rumptom in Beesdom (Zahodna Batavija)
- Sadovnjak blizu Doornenburga (Lingewaard)